# Raúl Arellano Gallo
Raúl Arellano Gallo (* 17. Januar 1939 in Guadalajara, Jalisco) ist ein ehemaliger mexikanischer Fußballspieler.

## Leben
Arellano Gallo stand zwischen 1963 und 1969 bei Cruz Azul unter Vertrag. In seiner ersten Saison mit den Cementeros gewann er die Zweitligameisterschaft der Saison 1963/64 und schaffte den Aufstieg in die erste Liga. In seiner letzten Saison bei den Cementeros gehörte er 1968/69 zum Kader der ersten Meistermannschaft von Cruz Azul.
Beim olympischen Fußballturnier 1964 bestritt Arellano Gallo die ersten beiden Gruppenspiele der Mexikaner gegen Rumänien (1:3) und Iran (1:1).